# De bankroet jazz
De bankroet jazz is een filmscenario van de Belgische dichter Paul van Ostaijen, vermoedelijk geschreven in het voorjaar en de zomer van 1921.

## Inhoud

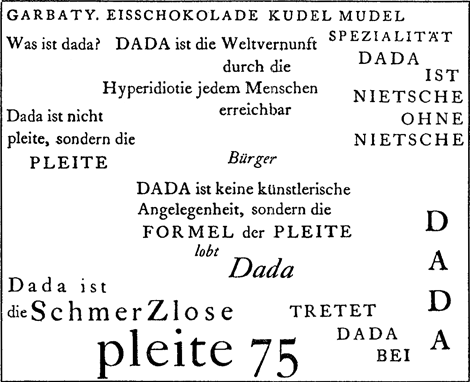
Fragment uit "De bankroet-jazz"

Het filmscenario speelt zich af in Europa net na de Eerste Wereldoorlog, waar in Berlijn een dadaïstische revolutie uitbreekt. Onder aanvoering van een groep dadaïsten wordt de nieuwe jazzmuziek onder het grote publiek gebracht. De jazzmuziek veroorzaakt een jazzrevolutie in Berlijn en waait over naar alle andere landen in Europa, die zich verenigen tot een Europese Jazz Republiek. De dadaïsten starten vervolgens een economische campagne met de uitgifte van een ongelimiteerde hoeveelheid schatkistbonnen, onder het motto "iedere burger rentenier". Deze uitgifte van eurobonds leidt uiteindelijk tot het bankroet van Europa.

## Historie
Paul van Ostaijen schreef twee versies van het scenario, de eerste getiteld "De jazz van het bankroet" en de tweede "De bankroet jazz". Het scenario werd pas lang na zijn dood gepubliceerd. In 2009 werd het scenario verfilmd als een dadaïstische collagefilm door de filmmakers Leo van Maaren en Frank Herrebout.